# 6,8 × 51 мм
6,8 × 51 мм Common Cartridge или .277 SIG Fury — бесфланцевый винтовочный патрон, разработанный компанией SIG Sauer в конце 2019 года для конкурса Next Generation Squad Weapon министерства обороны США с целью замены промежуточного и винтовочного патронов типа 5,56 × 45 мм НАТО и 7,62 × 51 мм НАТО и унификации по нему стрелкового оружия армии США.

## История
Программа NGSW (англ. «Оружие отделения нового поколения») началась в 2017, когда Конгресс приказал армии оценить необходимость замены карабинов M4A1. Эти карабины показывали себя хорошо и устраивали солдат, однако, из-за недостаточной мощности используемого патрона были неспособны вести эффективный огонь на большие расстояния, а также пробивать современные средства защиты. В качестве замены ставшего малоэффективным малоимпульсного патрона 5,56 × 45 мм предлагались 6,8 × 43 мм Remington SPC, 6,5 × 39 мм Grendel и другие, но все они лишь незначительно его превосходили. Целью программы также был отказ от 5,56-мм ручного пулемёта M249, 7,62-мм станкового пулемёта M240 и переход к новым автоматической винтовке и пулемёту с унифицированным боеприпасом. При всём этом масса патрона должна быть значительно меньше стандартного полноразмерного винтовочного патрона 7,62 × 51 мм НАТО.

## Преимущества
По сравнению с патроном 7,62 × 51 мм НАТО, 6,8 × 51 мм имеет следующие преимущества:
- Масса патрона 21 грамм против 24
- Начальная скорость пули 914 м/с против 840
- Патрон хорошо работает с короткими стволами

По сравнению с патроном 5,56 × 45 мм НАТО, 6,8 × 51 мм имеет следующие преимущества:
- В 2 раза большая дульная энергия (3,6 против 1,7 кДж)
- Большее останавливающее действие за счёт большего калибра
- Бо́льшая бронепробиваемость за счёт большей массы пули
- Эффективная дальность при стрельбе из пулемёта порядка 1800 м против 800 у M249

6,8 × 51 мм превосходит винтовочный патрон 7,62 × 51 мм НАТО и тем более промежуточный 5,56 × 45 мм НАТО по дульной энергии и эффективной дальности благодаря беспрецедентно высокому для армейского боеприпаса рабочему давлению — 550 мегапаскалей (против 414 и 380 МПа у 7,62 и 5,56 НАТО соответственно). Этого позволила достичь двухкомпонентая конструкции гильзы — донце, на которое приходится основная нагрузка, выполнено из высокопрочной стали, а цилиндр — из общераспространённой для гильз латуни. При этом за счёт использования более лёгкой по сравнению с 7,62 НАТО пули (8,75 против 9,53 г), а также новых технологий гашения, отдача снижена, а использование быстрогорящих порохов позволяет использовать значительно более короткие стволы (41 и 33 см у M250 и M7 против 55 и 56 см у M240 и M14 соответственно).

## Сравнение боеприпасов
| Патрон                       | Масса патрона, г | Калибр пули, мм | Масса пули, г | Скорость пули, м/с | Энергия пули, Дж | Давление, бар |
| ---------------------------- | ---------------- | --------------- | ------------- | ------------------ | ---------------- | ------------- |
| 6,8 × 51 мм                  | 21               | 7,06            | 8,75          | 914                | 3657             | 5516          |
| 7,62 × 51 мм НАТО (M80 Ball) | 24,3             | 7,82            | 9,53          | 838                | 3346             | 4137          |
| 7,62 × 54 мм R (57-Н-323С)   | 25,4             | 7,92            | 9.6           | 835                | 3351             | 3900          |
| 5,56 × 45 мм НАТО (SS109)    | 12,6             | 5,7             | 4,02          | 922                | 1708             | 3800          |
| 5,45 × 39 мм (7Н10)          | 10,8             | 5,62            | 3,70          | 869                | 1388             | 3550          |

## Оружие, использующее патрон
- M7
- M250